# Де Бур, Рональд
Ро́нальд де Бур (нидерл. Ronald de Boer; род. 15 мая 1970, Хорн, Северная Голландия) — нидерландский футболист, полузащитник. Игрок национальной сборной (1993—2003). Завершил игровую карьеру в 2008 году. Брат-близнец Франка де Бура.

## Карьера
Во взрослом футболе дебютировал в 1987 году, выступая за «Аякс», в котором провёл четыре сезона, приняв участие в 52 матчах чемпионата. За это время он завоевал титул чемпиона Нидерландов.
В течение 1991—1993 годов защищал цвета клуба «Твенте».
Своей игрой де Бур вновь привлёк внимание представителей тренерского штаба «Аякса», в состав которого вернулся в 1993 году. На этот раз он сыграл за команду из Амстердама следующие шесть сезонов. За это время Де Бур вместе с командой четыре раза становился чемпионом Нидерландов, дважды — обладателем Суперкубка, обладателем Кубка, победителем Лиги чемпионов УЕФА, обладателем Межконтинентального кубка, обладателем Суперкубка УЕФА.
С 1999 по 2005 год играл в составе таких клубов как «Барселона», «Рейнджерс» и катарский «Эр-Райян». Вместе с «Рейнджерс» стал чемпионом Шотландии.
В 2008 году Де Бур завершил профессиональную карьеру игрока в катарском клубе «Эш-Шамаль», за который выступал на протяжении 2005—2008 годов.
За сборную Нидерландов провёл 67 матчей, забил 13 голов. Рональд играл на чемпионатах мира 1994, 1998 и на чемпионатах Европы 1992, 2000.

## Статистика

### Матчи де Бура за сборную Нидерландов
| Матчи де Бура за сборную Нидерландов | Матчи де Бура за сборную Нидерландов | Матчи де Бура за сборную Нидерландов | Матчи де Бура за сборную Нидерландов | Матчи де Бура за сборную Нидерландов | Матчи де Бура за сборную Нидерландов |
| ------------------------------------ | ------------------------------------ | ------------------------------------ | ------------------------------------ | ------------------------------------ | ------------------------------------ |
| №                                    | Дата                                 | Соперник                             | Счёт                                 | Голы де Бура                         | Соревнование                         |
| 1                                    | 24 марта 1993                        | Сан-Марино                           | 6:0                                  | 1                                    | Чемпионат мира 1994 (отбор)          |
| 2                                    | 22 сентября 1993                     | Сан-Марино                           | 7:0                                  | 1                                    | Чемпионат мира 1994 (отбор)          |
| 3                                    | 13 октября 1993                      | Англия                               | 2:0                                  | —                                    | Чемпионат мира 1994 (отбор)          |
| 4                                    | 17 ноября 1993                       | Польша                               | 3:1                                  | 1                                    | Чемпионат мира 1994 (отбор)          |
| 5                                    | 19 января 1994                       | Тунис                                | 2:2                                  | —                                    | Товарищеский матч                    |
| 6                                    | 20 апреля 1994                       | Ирландия                             | 0:1                                  | —                                    | Товарищеский матч                    |
| 7                                    | 27 мая 1994                          | Шотландия                            | 3:1                                  | —                                    | Товарищеский матч                    |
| 8                                    | 1 июня 1994                          | Венгрия                              | 7:1                                  | —                                    | Товарищеский матч                    |
| 9                                    | 12 июня 1994                         | Канада                               | 3:0                                  | —                                    | Товарищеский матч                    |
| 10                                   | 20 июня 1994                         | Саудовская Аравия                    | 2:1                                  | —                                    | Чемпионат мира 1994                  |
| 11                                   | 25 июня 1994                         | Бельгия                              | 0:1                                  | —                                    | Чемпионат мира 1994                  |
| 12                                   | 9 июля 1994                          | Бразилия                             | 2:3                                  | —                                    | Чемпионат мира 1994                  |
| 13                                   | 7 сентября 1994                      | Люксембург                           | 4:0                                  | 2                                    | Чемпионат Европы 1996 (отбор)        |
| 14                                   | 12 октября 1994                      | Норвегия                             | 1:1                                  | —                                    | Чемпионат Европы 1996 (отбор)        |
| 15                                   | 14 декабря 1994                      | Люксембург                           | 5:0                                  | 1                                    | Чемпионат Европы 1996 (отбор)        |
| 16                                   | 29 марта 1995                        | Мальта                               | 4:0                                  | —                                    | Чемпионат Европы 1996 (отбор)        |
| 17                                   | 26 апреля 1995                       | Чехия                                | 1:3                                  | —                                    | Чемпионат Европы 1996 (отбор)        |
| 18                                   | 7 июня 1995                          | Беларусь                             | 0:1                                  | —                                    | Чемпионат Европы 1996 (отбор)        |
| 19                                   | 6 сентября 1995                      | Беларусь                             | 1:0                                  | —                                    | Чемпионат Европы 1996 (отбор)        |
| 20                                   | 11 октября 1995                      | Мальта                               | 4:0                                  | —                                    | Чемпионат Европы 1996 (отбор)        |
| 21                                   | 15 ноября 1995                       | Норвегия                             | 3:0                                  | —                                    | Чемпионат Европы 1996 (отбор)        |
| 22                                   | 13 декабря 1995                      | Ирландия                             | 2:0                                  | —                                    | Чемпионат Европы 1996 (отбор)        |
| 23                                   | 29 мая 1996                          | Китай                                | 2:0                                  | —                                    | Товарищеский матч                    |
| 24                                   | 4 июня 1996                          | Ирландия                             | 3:1                                  | —                                    | Товарищеский матч                    |
| 25                                   | 10 июня 1996                         | Шотландия                            | 0:0                                  | —                                    | Чемпионат Европы 1996                |
| 26                                   | 13 июня 1996                         | Швейцария                            | 2:0                                  | —                                    | Чемпионат Европы 1996                |
| 27                                   | 18 июня 1996                         | Англия                               | 1:4                                  | —                                    | Чемпионат Европы 1996                |
| 28                                   | 22 июня 1996                         | Франция                              | 0:0 (4:5 пен.)                       | —                                    | Чемпионат Европы 1996                |
| 29                                   | 31 августа 1996                      | Бразилия                             | 2:2                                  | 1                                    | Товарищеский матч                    |
| 30                                   | 5 октября 1996                       | Уэльс                                | 3:1                                  | 1                                    | Чемпионат мира 1998 (отбор)          |
| 31                                   | 9 ноября 1996                        | Уэльс                                | 7:1                                  | 1                                    | Чемпионат мира 1998 (отбор)          |
| 32                                   | 14 декабря 1996                      | Бельгия                              | 3:0                                  | —                                    | Чемпионат мира 1998 (отбор)          |
| 33                                   | 26 февраля 1997                      | Франция                              | 1:2                                  | —                                    | Товарищеский матч                    |
| 34                                   | 2 апреля 1997                        | Турция                               | 0:1                                  | —                                    | Чемпионат мира 1998 (отбор)          |
| 35                                   | 30 апреля 1997                       | Сан-Марино                           | 6:0                                  | —                                    | Чемпионат мира 1998 (отбор)          |
| 36                                   | 6 сентября 1997                      | Бельгия                              | 3:1                                  | —                                    | Чемпионат мира 1998 (отбор)          |
| 37                                   | 21 февраля 1998                      | США                                  | 2:0                                  | 1                                    | Товарищеский матч                    |
| 38                                   | 24 февраля 1998                      | Мексика                              | 3:2                                  | —                                    | Товарищеский матч                    |
| 39                                   | 27 мая 1998                          | Камерун                              | 0:0                                  | —                                    | Товарищеский матч                    |
| 40                                   | 1 июня 1998                          | Парагвай                             | 5:1                                  | —                                    | Товарищеский матч                    |
| 41                                   | 5 июня 1998                          | Нигерия                              | 5:1                                  | —                                    | Товарищеский матч                    |
| 42                                   | 13 июня 1998                         | Бельгия                              | 0:0                                  | —                                    | Чемпионат мира 1998                  |
| 43                                   | 20 июня 1998                         | Республика Корея                     | 5:0                                  | 1                                    | Чемпионат мира 1998                  |
| 44                                   | 25 июня 1998                         | Мексика                              | 2:2                                  | 1                                    | Чемпионат мира 1998                  |
| 45                                   | 29 июня 1998                         | Югославия                            | 2:1                                  | —                                    | Чемпионат мира 1998                  |
| 46                                   | 4 июля 1998                          | Аргентина                            | 2:1                                  | —                                    | Чемпионат мира 1998                  |
| 47                                   | 7 июля 1998                          | Бразилия                             | 1:1 (2:4 пен.)                       | —                                    | Чемпионат мира 1998                  |
| 48                                   | 10 октября 1998                      | Перу                                 | 2:0                                  | —                                    | Товарищеский матч                    |
| 49                                   | 13 октября 1998                      | Гана                                 | 0:0                                  | —                                    | Товарищеский матч                    |
| 50                                   | 10 февраля 1999                      | Португалия                           | 0:0                                  | —                                    | Товарищеский матч                    |
| 51                                   | 5 июня 1999                          | Бразилия                             | 2:2                                  | —                                    | Товарищеский матч                    |
| 52                                   | 8 июня 1999                          | Бразилия                             | 1:3                                  | —                                    | Товарищеский матч                    |
| 53                                   | 18 августа 1999                      | Дания                                | 0:0                                  | —                                    | Товарищеский матч                    |
| 54                                   | 4 сентября 1999                      | Бельгия                              | 5:5                                  | —                                    | Товарищеский матч                    |
| 55                                   | 9 октября 1999                       | Бразилия                             | 2:2                                  | —                                    | Товарищеский матч                    |
| 56                                   | 13 ноября 1999                       | Чехия                                | 1:1                                  | —                                    | Товарищеский матч                    |
| 57                                   | 23 февраля 2000                      | Германия                             | 2:1                                  | —                                    | Товарищеский матч                    |
| 58                                   | 4 июня 2000                          | Польша                               | 3:1                                  | —                                    | Товарищеский матч                    |
| 59                                   | 11 июня 2000                         | Чехия                                | 1:0                                  | —                                    | Чемпионат Европы 2000                |
| 60                                   | 16 июня 2000                         | Дания                                | 3:0                                  | 1                                    | Чемпионат Европы 2000                |
| 61                                   | 25 июня 2000                         | Югославия                            | 6:1                                  | —                                    | Чемпионат Европы 2000                |
| 62                                   | 2 сентября 2000                      | Ирландия                             | 2:2                                  | —                                    | Чемпионат мира 2002 (отбор)          |
| 63                                   | 7 октября 2000                       | Кипр                                 | 4:0                                  | —                                    | Чемпионат мира 2002 (отбор)          |
| 64                                   | 10 ноября 2001                       | Дания                                | 1:1                                  | —                                    | Товарищеский матч                    |
| 65                                   | 13 февраля 2002                      | Англия                               | 1:1                                  | —                                    | Товарищеский матч                    |
| 66                                   | 16 октября 2002                      | Австрия                              | 3:0                                  | —                                    | Чемпионат Европы 2004 (отбор)        |
| 67                                   | 2 апреля 2003                        | Молдова                              | 2:1                                  | —                                    | Чемпионат Европы 2004 (отбор)        |

Итого: 67 матчей / 13 голов; 39 побед, 18 ничьих, 10 поражений.

## Достижения

### Командные
Аякс
- Чемпион Нидерландов (5): 1990, 1994, 1995, 1996, 1998
- Обладатель Кубка Нидерландов (2): 1993, 1998
- Обладатель Суперкубка Нидерландов (3): 1993, 1994, 1995
- Победитель Лиги чемпионов: 1995
- Финалист Лиги чемпионов: 1996
- Обладатель Суперкубка Европы: 1995
- Обладатель Межконтинентального кубка: 1995
- Футболист года в Нидерландах (2): 1994, 1996

Барселона
- Чемпион Испании: 1999

Рейнджерс
- Чемпион Шотландии: 2003
- Обладатель Кубка Шотландии: 2002, 2003
- Обладатель Кубка шотландской лиги (2): 2002, 2003

### Личные
- Футболист года в Нидерландах (2): 1994, 1996

## Личная жизнь
Был женат на Шерон Коэн. От этого брака у Рональда трое дочерей: Максим (р. 1992), Деми (р. 1995) и Брук (р. 2000).
12 августа 2013 года у Рональда родилась четвёртая дочь Фенна от его девушки Сьюз ван Розела. 29 мая 2015 года у пары родилась их вторая и пятая для Рональда дочь Линд.